# Seznam starostů Chocně
Toto je seznam starostů města Choceň (včetně nejvyšších představitelů tohoto města před zavedením funkce starosty, tedy před rokem 1990).
Starosta je označení pro nejvyššího představitele města Choceň od roku 1990 (předtím jím byl předseda městského národního výboru). Je volen na 4 roky nadpoloviční většinou členů zastupitelstva a mezi jeho povinnosti a pravomoci patří zastupovat město navenek a podepisovat městské vyhlášky a ustanovení.

## Seznam starostů Chocně v letech 1850–1945
- Josef Spiegel (1849–1858)
- Karel Kletečka (1858–1860)
- František Morávek (1860–1869)
- Jan Lenoch (1869–1874)
- Jan Kopecký (1874–1880)
- Antonín Haudek (1880–1893)
- Josef Lichtenberk (1893–1911)
- Josef Zběhlík (1911–1918)
- Maxmilián Rohlena (1918–1941)
- František Schejbal (1941–1945)

## Seznam předsedů národního výboru Chocně v letech 1945–1990
- František Pilař (1945–1946), předseda Revolučního národního výboru, pak Místního národního výboru
- Jaroslav Novotný (1946–1948), předseda Místního národního výboru
- Josef Brokl (1948–1952), předseda Místního národního výboru
- Jaroslav Pruška (1952–1963), předseda Místního národního výboru
- Adolf Dušek (1963–1970), předseda Městského národního výboru
- Josef Johan (1970–1972), předseda Městského národního výboru
- František Oncirk (1973–1981), předseda Městského národního výboru
- Ladislav Hlaváček (1981–1990), předseda Městského národního výboru
- Jan Vítek (1990–1990), předseda Městského národního výboru

## Seznam starostů Chocně po roce 1990
- Jan Čulík (1990–2001)[1]
- Miroslav Kučera (2002–2014)[1]
- Ladislav Valtr (2014–2016)[1]
- Miroslav Kučera (2016–2018)[1]
- Jan Ropek (od 2018)[1]